# Дурбан
Ду́рбан (англ. Durban, зулу eThekwini «місце біля гавані», стара назва Порт-Натал, Port Natal) — друге за населенням місто ПАР (3,3 млн жителів у 2004), а також найбільше місто провінції Квазулу-Наталь і головний морський порт Південної Африки. Місто розташоване на березі затоки Наталь Індійського океану. Центр туризму (завдяки високому рівню інфраструктури й сервісу, теплій океанській течії і пляжам). Засноване 1835 року.

## Історія
Перші відомі поселенці місцевості біля Дурбану прийшли з півночі близько 100 000 до н.е, згідно з радіовуглецевим датуванням наскельного живопису в печерах Драконових гір. З давньої історії Дурбану відомо дуже мало, адже до прибуття на цю територію Васко да Гами жодної писемної згадки про неї немає. Васко да Гама пристав до берегів провінції Наталь на Різдво 1497 року і тому назвав цей регіон «Natal», що означає Різдво португальською.
Сучасне місто Дурбан веде свою історію з 1824 року, коли 25 осіб під командуванням британського лейтенанта Ф. Дж. Фавелла прибули з Капської колонії і заснували місто на північному березі затоки Наталь.
Але гострий конфлікт із зулусами призвів до евакуації з Дурбану, і зрештою африканці прийняли британську анексію лише в 1844 році під військовим тиском. У цьому регіоні був призначений британський губернатор, і багато поселенців емігрували з Європи і Капської колонії. Британські фермери не могли змусити зулусів працювати у себе на плантаціях, тому британці привозили тисячі найманих працівників з Індії. У результаті ввозу робітників з Індії в Дурбані сформувалась одна з найбільших азійських спільнот ПАР.

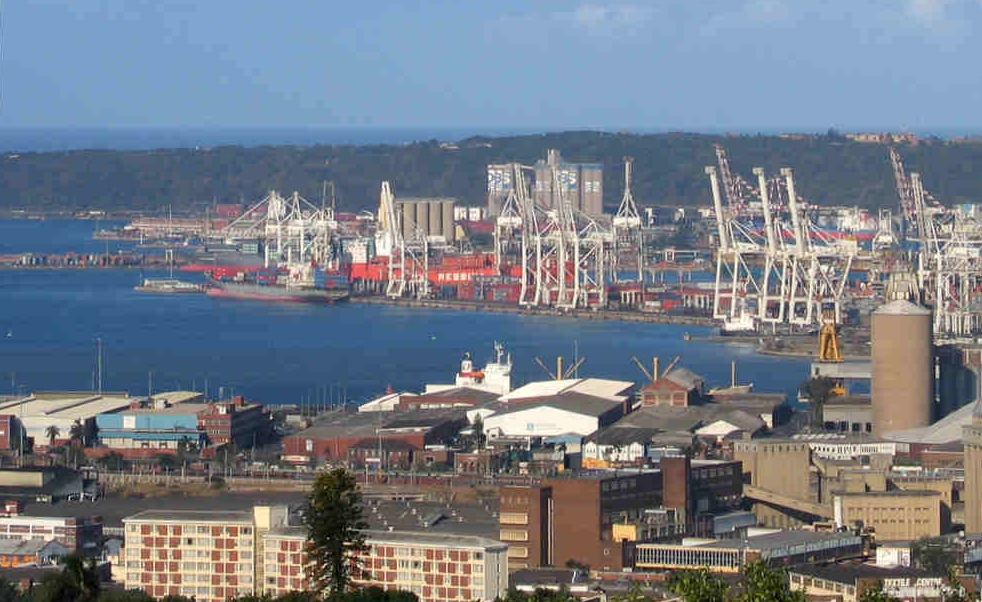
Панорама гавані Дурбану

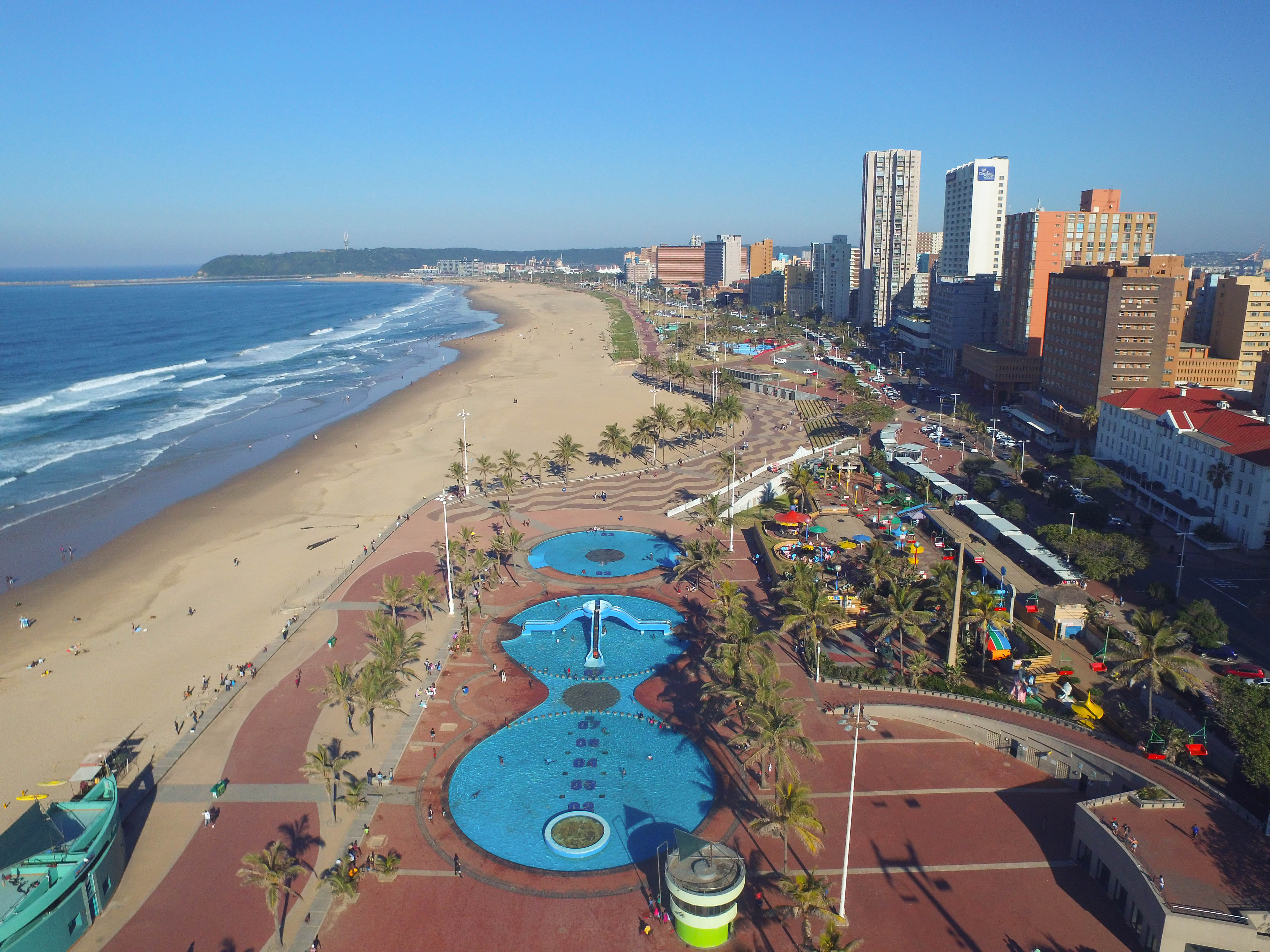
«Золота миля» Дурбану

## Населення
68,3 % населення — чорношкірі, майже 20 % — англомовні нащадки індійців, які працювали на цукрових плантаціях, 9 % — білі, 2,8 % — інші. Найпоширеніша мова — зулу (63,04 %), 30 % — англійська, 3,4 % — коса, 1,4 % — африкаанс. 68 % населення християни, 11 % — індуїсти, 3 % — мусульмани.
Дурбан — «молоде» місто (лише 4,2 % населення старше 65 років, 48,9 % молодше 24 років). 27,9 % безробітних. Два університети, порівняно високий рівень освіти.
Сьогодні Дурбан один з найпожвавленіших портів Африки.

## Уряд та політика
Мер Дурбану обирається строком на п'ять років. З 1996 року мером був Обед Млаба, який був переобраний на свій третій термін у 2006 році.

## Географія і клімат
Дурбан відрізняється м'яким субтропічним кліматом з мокрим теплим літом і м'якою вологою зимою. Однак через велике коливання висоти у деяких західних околицях дуже холодно зимою. Річна кількість опадів в Дурбані — від 1009 мм, середня річна температура становить 21 °C, але вона може підніматись в період з січня по березень до 28 °C (+82 °F) чи знижуватись до 11 °C (52 °F). Схід сонця в Дурбані відбувається в 04:45, а захід о 19:00 влітку і 06:30 та 17:20 в зимовий період.
| Клімат Дурбану                                                           | Клімат Дурбану | Клімат Дурбану | Клімат Дурбану | Клімат Дурбану | Клімат Дурбану | Клімат Дурбану | Клімат Дурбану | Клімат Дурбану | Клімат Дурбану | Клімат Дурбану | Клімат Дурбану | Клімат Дурбану | Клімат Дурбану |
| Показник                                                                 | Січ.           | Лют.           | Бер.           | Квіт.          | Трав.          | Черв.          | Лип.           | Серп.          | Вер.           | Жовт.          | Лист.          | Груд.          | Рік            |
| Абсолютний максимум, °C                                                  | 36,2           | 33,9           | 34,8           | 36,0           | 33,8           | 35,7           | 33,8           | 35,9           | 36,9           | 40,0           | 33,5           | 35,9           | 40,0           |
| Середній максимум, °C                                                    | 27,8           | 28,0           | 27,7           | 26,1           | 24,5           | 23,0           | 22,6           | 22,8           | 23,3           | 24,0           | 25,2           | 26,9           | 25,2           |
| Середня температура, °C                                                  | 24,1           | 24,3           | 23,7           | 21,6           | 19,1           | 16,6           | 16,5           | 17,7           | 19,2           | 20,1           | 21,4           | 23,1           | 20,6           |
| Середній мінімум, °C                                                     | 21,1           | 21,1           | 20,3           | 17,4           | 13,8           | 10,6           | 10,5           | 12,5           | 15,3           | 16,8           | 18,3           | 20,0           | 16,5           |
| Абсолютний мінімум, °C                                                   | 14,0           | 13,3           | 11,6           | 8,6            | 4,9            | 3,5            | 2,6            | 2,6            | 4,5            | 8,3            | 10,3           | 11,8           | 2,6            |
| Норма опадів, мм                                                         | 134            | 113            | 120            | 73             | 59             | 38             | 39             | 62             | 73             | 98             | 108            | 102            | 1019           |
| Вологість повітря, %                                                     | 80             | 80             | 80             | 78             | 76             | 72             | 72             | 75             | 77             | 78             | 79             | 79             | 77             |
| ------------------------------------------------------------------------ | -------------- | -------------- | -------------- | -------------- | -------------- | -------------- | -------------- | -------------- | -------------- | -------------- | -------------- | -------------- | -------------- |
| Джерело: South African Weather ServiceDurban/Louis Botha Climate Normals |                |                |                |                |                |                |                |                |                |                |                |                |                |

## Спорт
Дурбан — одне з міст ПАР, що приймало Чемпіонат світу з футболу 2010. Також Дурбан претендує на Ігри Співдружності 2018 та Олімпійські ігри 2020.

## Пам'ятки
Однією з найвідоміших пам'яток Дурбану є «Золота Миля» — шестикілометрова набережна, на якій розміщені багато ресторанів, магазинів, один з найбільших акваріумів у світі та дельфінарій. Серед інших пам'яток — парк водних розваг Країна Чудес, Зміїний парк Фітзімонс, розплідник акул в Умланзі, Парк птахів на річці Умгені.
І хоча Дурбан поступається Кейптауну першим місцем за популярністю серед іноземних туристів, але все ж він залишається найпопулярнішим містом серед туристів з ПАР.

## Галерея

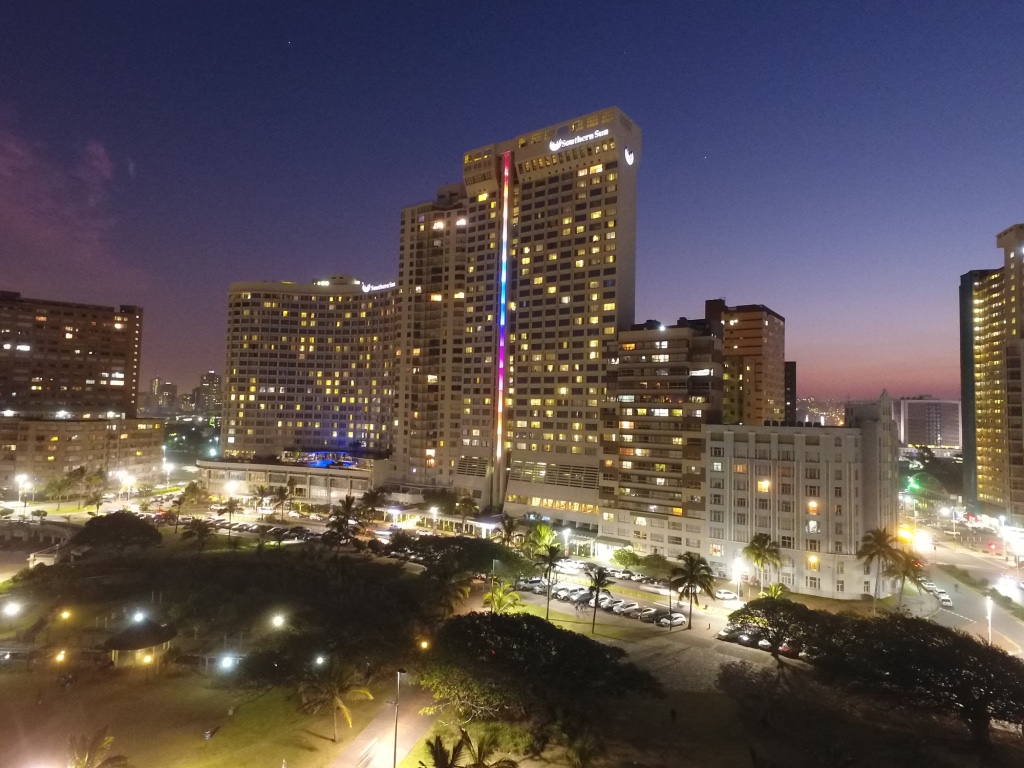
Дурбан вночі
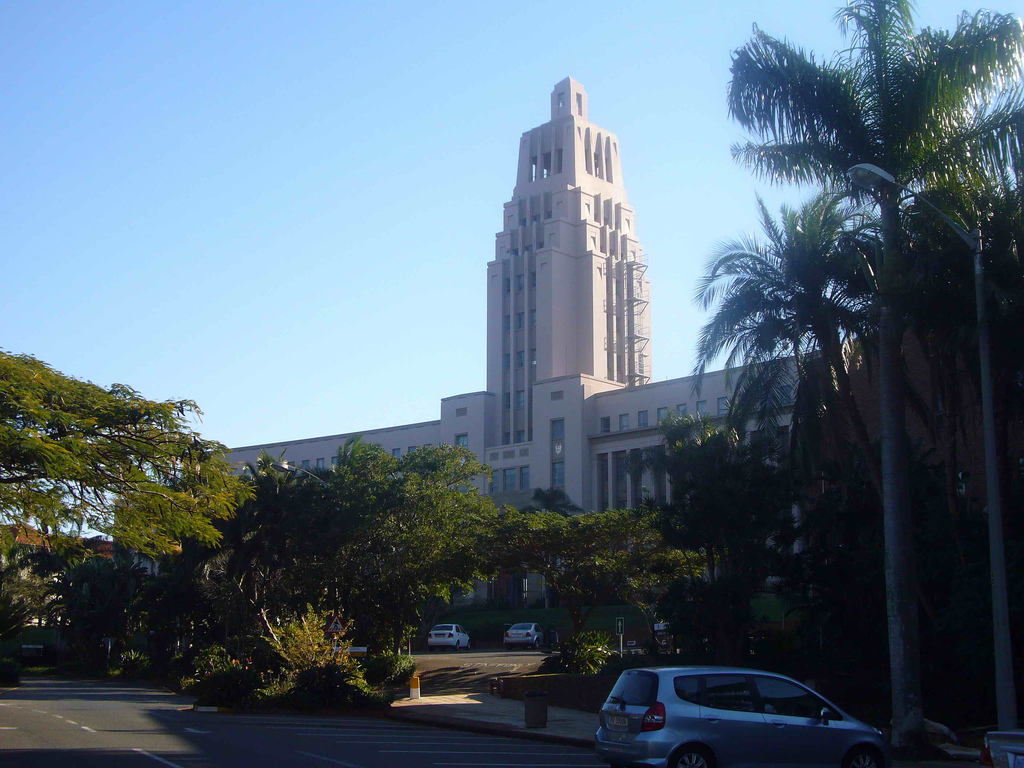
Університет Квазулу-Наталь
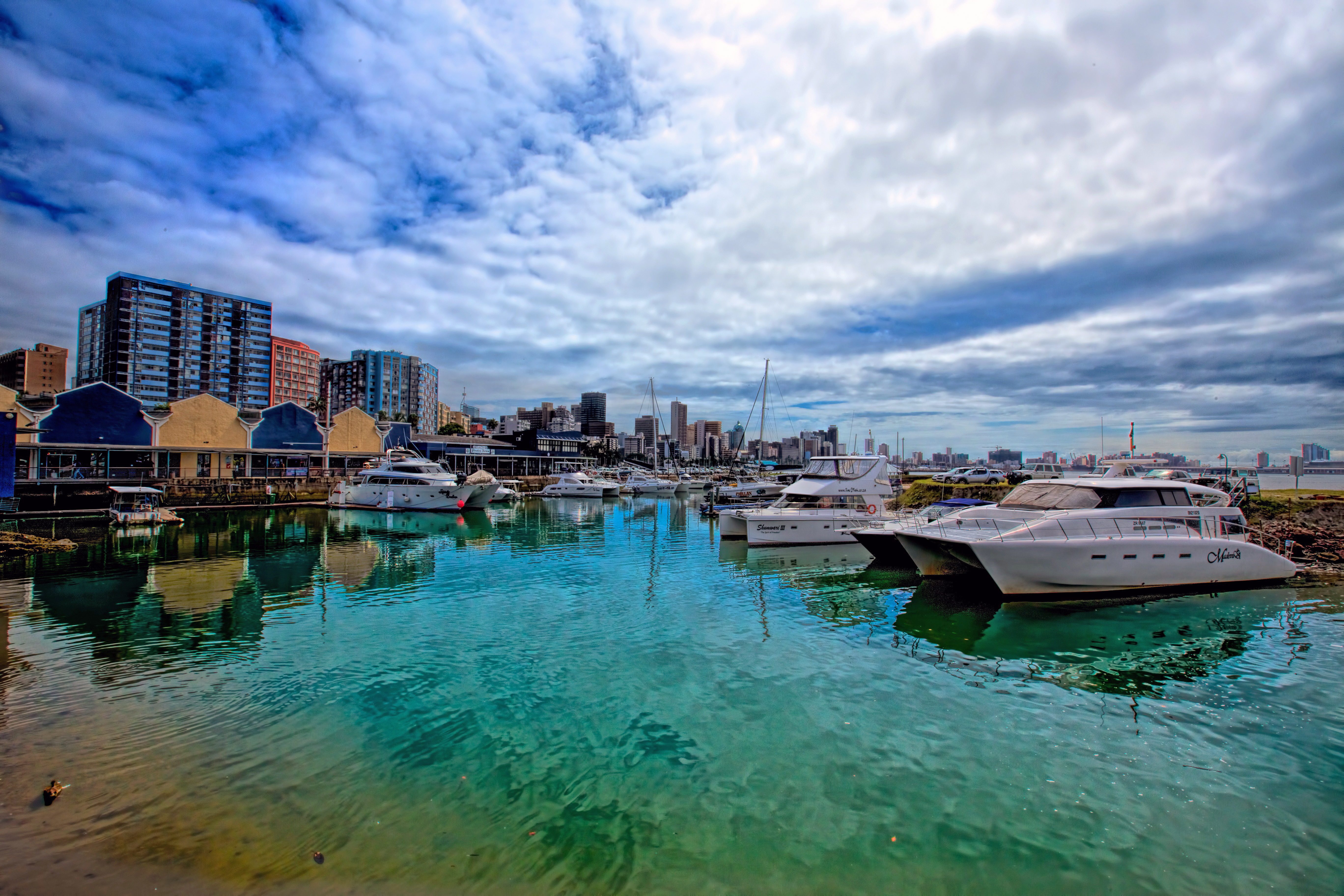
Дурбанський яхт-клуб
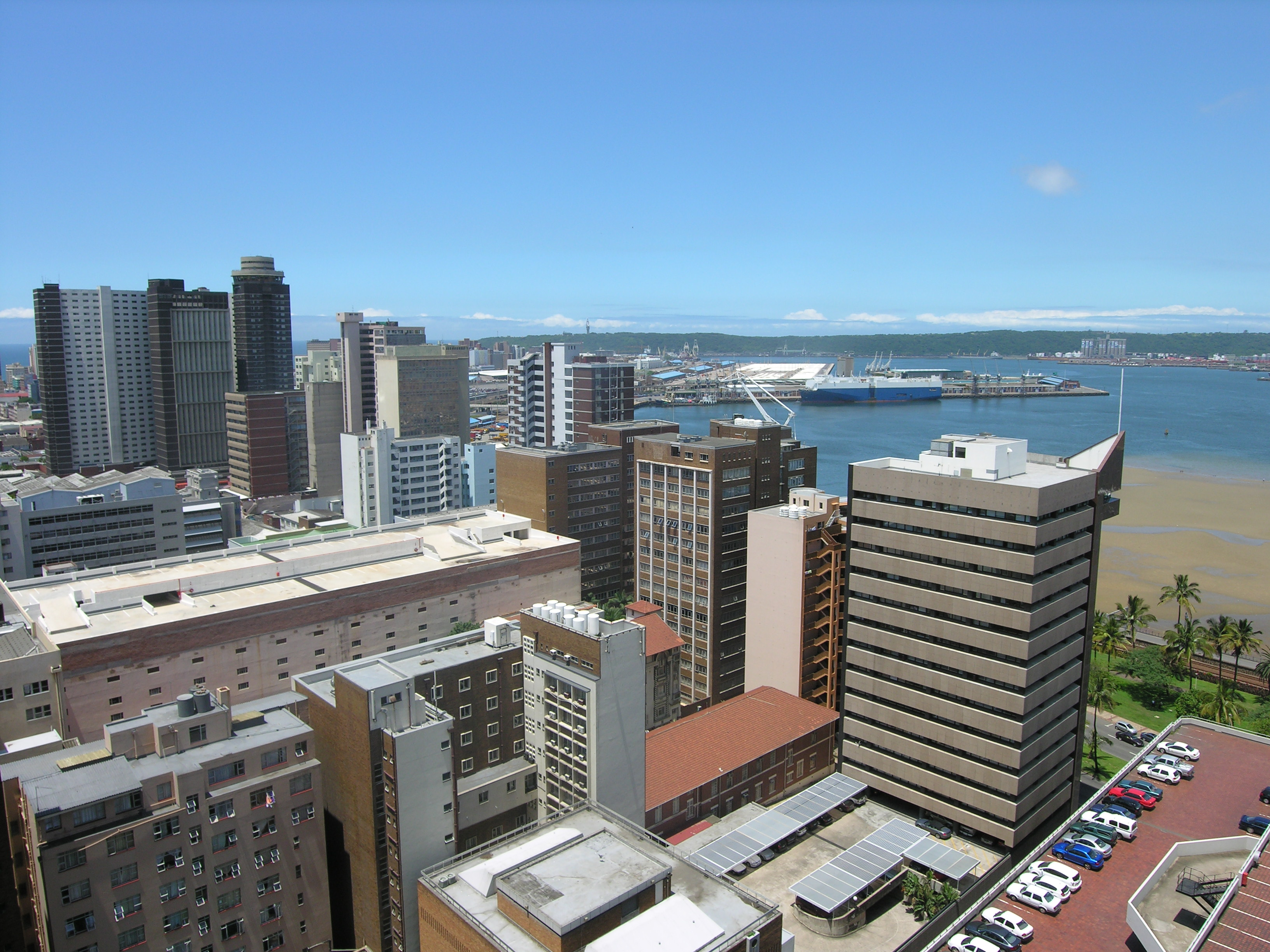
Вид Дурбанської гавані
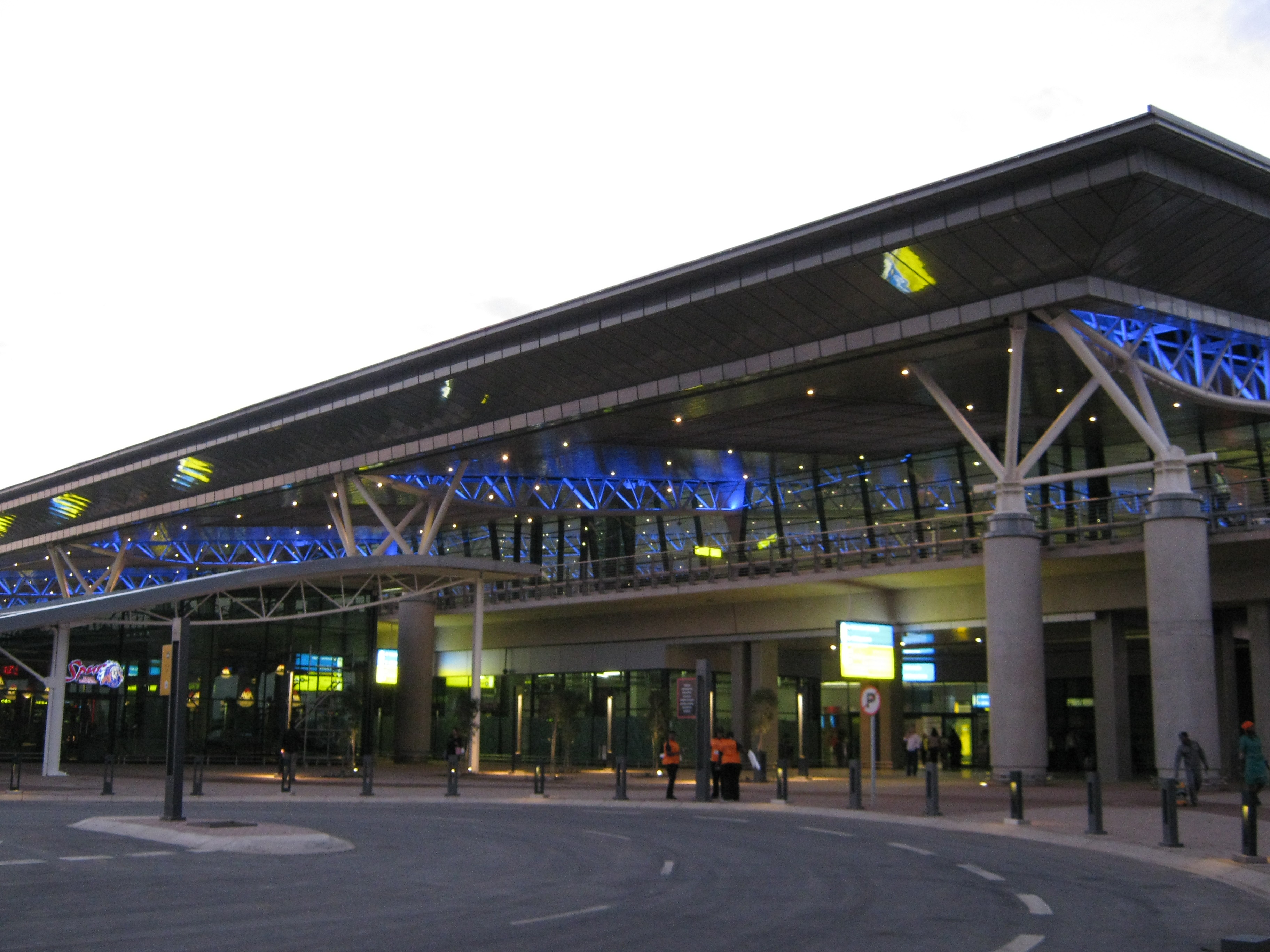
Міжнародний аеропорт Кінг-Шака
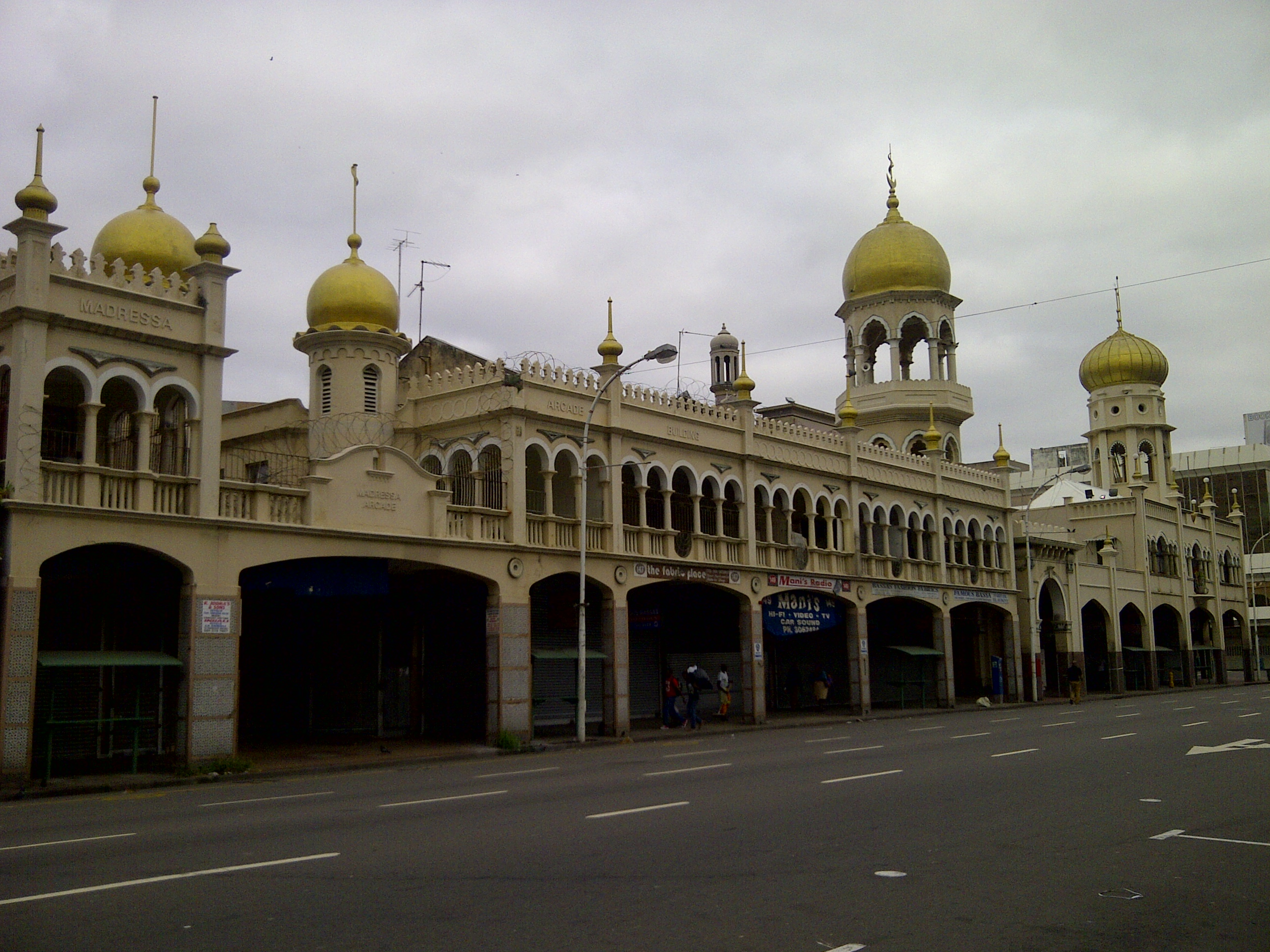
Мечеть на розі вулиць Квін і Грей
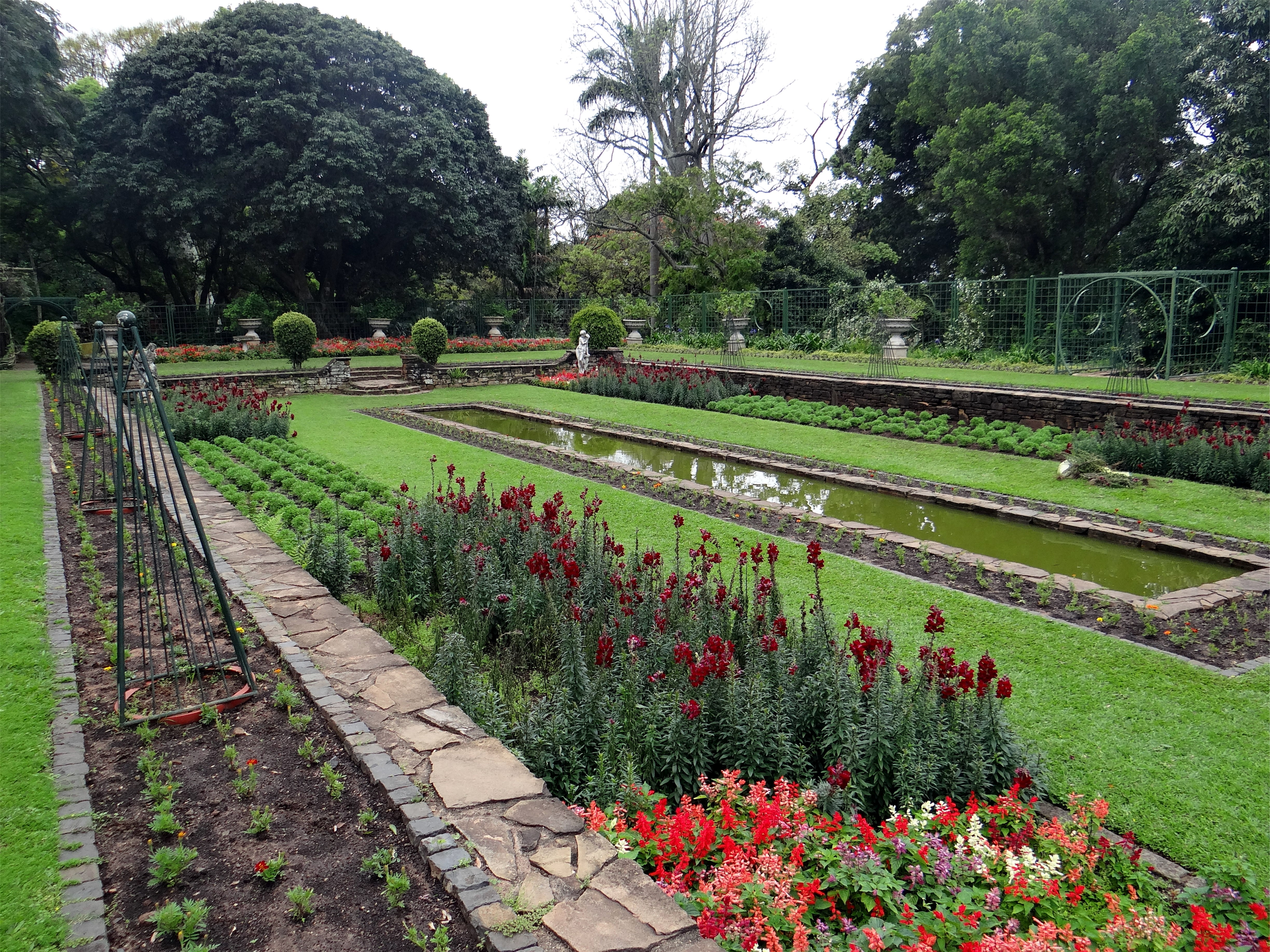
У Дурбанському ботанічному саду

## Міста-побратими
| - Лідс, Велика Британія, - Нант, Франція | - Бремен, Німеччина - Брисбен, Австралія - Ейлат, Ізраїль |  |